# Brachysiphon (foraminífero)
Brachysiphon, en ocasiones erróneamente denominado Arbrachysiphum, es un género de foraminífero bentónico de la subfamilia Saccammininae, de la familia Saccamminidae, de la superfamilia Saccamminoidea, del suborden Saccamminina y del orden Astrorhizida. Su especie tipo es Brachysiphon corbuliformis. Su rango cronoestratigráfico abarca el Holoceno.

## Discusión
Clasificaciones previas incluían Brachysiphon en la superfamilia Astrorhizoidea, así como en el suborden Textulariina del orden Textulariida.

## Clasificación
Brachysiphon incluye a las siguientes especies:
- Brachysiphon corbuliformis
- Brachysiphon funitectus

Otra especie considerada en Brachysiphon es:
- Brachysiphon corbuliformis, aceptado como Brachysiphon corbuliniformis